# 甲良镇
甲良镇，是中华人民共和国贵州省黔南布依族苗族自治州荔波县下辖的一个乡镇级行政单位。
2014年4月14日，贵州省人民政府批复荔波县部分乡镇行政区划调整，新设置的甲良镇辖原甲良镇、方村乡，镇人民政府驻甲良村。

## 行政区划
甲良镇下辖以下地区：
甲良村、梅桃村、丙外村、甲站村、甲高村、甲新村、益觉村、新场村、石板村、双江村、红坭村、尧并村、丙花村和拉街村。